# Яструб коморський
Яструб коморський (Accipiter francesiae) — хижий птах роду яструбів родини яструбових ряду яструбоподібних. Номінативний підвид, A. f. francesiae, є ендеміком Мадагаскару, інші підвиди мешкають на Коморських островах.

## Опис
Коморський яструб є одним з найменших яструбів. Його довжина становить 21-29 см, розмах крил від 40 до 54 см, хвіст довжиною 10-16 см. Виду притаманний статевий диморфізм, самці досягають 70% розмірів самки.
Верхня частина тіла самця темно-сірого кольору, голова світло-сіра. Хвіст сірий з чорною смугою. Нижня частина тіла біла з тонкими бурими смужками на грудях і боках. Край крила білого кольору. верхня частина тіла самок коричневого кольору, на хвості темно-коричневі смуги. Очі, восковиця і ноги жовті.

## Екологія
Початково коморські яструби були мешканцями незайманих лісів і гірських саван, однак птах зміг пристосуватися до змін. викликаних людською діяльністю і темпер мешкає також у вторинних лісах, в садах і на плантаціях. На коморських островах мешкає в мангрових лісах. Він мешкає також на високогір'ях, на висоті до 2000 м над рівнем моря.

## Раціон
Здебільшого птах харчується рептиліями, зокрема хамелеонами, а також великими комахами. Іноді він полює на невеликих земноводних, птахів і гризунів.

## Розмноження
Утворює постійні пари. Розмножується з вересня по лютий. В кладці від 3 до 5 яєць. 

## Підвиди
Міжнародна спілка орнітологів виділяє чотири підвиди, один з яких раніше вважався вимерлим:
- A. f. francesiae- номінативний підвид, поширений на Мадагаскарі;
- A. f. brutus- мешканець острова Майотта. Трохи менший за розмірами, обидві статі за забарвленням схожі на самок A. f. francesiae.
- A. f. griveaudi- мешканець острова Великий Комор. Трохи менший за розмірами, обидві статі за забарвленням схожі на самців A. f. francesiae.
- A. f. pusillus- ендемік острова Анжуан. Довгий час вважався вимерлим.

## Збереження
МСОП вважає цей вид таким. що не потребує особливого збереження. Популяційний тренд стабільний.